# Giandomenico Almorò Tiepolo
Giandomenico Almorò Tiepolo (zm. 1764) był weneckim dyplomatą. 
Do 1764 roku G. Tiepolo pełnił funkcję ambasadora Republiki Weneckiej w Paryżu. Mieszkający w Paryżu Carlo Goldoni zadedykował mu w 1763 roku jedną ze swych sztuk.
Pod koniec 1764 roku Tiepolo był już bardzo chory. Pojechał do Genewy by zasięgnąć opinii sławnego  lekarza Tronchina. Niestety tam zmarł. O jego śmierci Diario Veneto pisało 7 stycznia 1765 r. Na stanowisku ambasadora w Paryżu zastąpił go kawaler Gradenigo, przyjaciel księcia de Coiseul.